# Paul Stevens (attore)
Paul Stevens (Los Angeles, 17 gennaio 1921 – New York, 4 giugno 1986) è stato un attore statunitense di cinema e televisione.

## Biografia
Stevens interpretò il colonnello Charles R. Codman nel film Patton, generale d'acciaio (1970). Apparve anche in Exodus (1960),  Tempesta su Washington (1962) e in L'investigatore Marlowe (1969). Interpretò inoltre il ruolo di Mendez, uno dei leader dell'underground mutante, nel film Anno 2670 - Ultimo atto (1973).
Per il piccolo schermo interpretò il ruolo di Paul nel serial The Nurses. Apparve inoltre nelle soap opera Febbre d'amore dal 1975 al 1976 (nel ruolo di Bruce Henderson) e Destini dal 1977 al 1985 (nel ruolo di Brian Bancroft). Fu candidato a un Daytime Emmy Award come miglior attore non protagonista in una serie drammatica per il suo ruolo in Destini.
Apparve come guest star in molte altre serie televisive dal 1954 al 1977, tra cui Le strade di San Francisco, Mannix e Missione impossibile.

## Filmografia parziale

### Cinema
- Exodus, regia di Otto Preminger (1960)
- Tempesta su Washington (Advise & Consent), regia di Otto Preminger (1962)
- L'investigatore Marlowe (Marlowe), regia di Paul Bogart (1969)
- Patton, generale d'acciaio (Patton), regia di Franklin J. Schaffner (1970)
- La notte del furore (Rage), regia di George C. Scott (1972)
- Anno 2670 - Ultimo atto (Battle for the Planet of the Apes), regia di J. Lee Thompson (1973)

### Televisione
- The Nurses – serie TV, 3 episodi (1962-1964)
- Selvaggio west (The Wild Wild West) – serie TV, episodio 3x06 (1967)
- Giovani avvocati (The Young Lawyers) – serie TV, episodio 1x21 (1971)
- Gunsmoke – serie TV, 2 episodi (1973-1974)
- Febbre d'amore (The Young and the Restless) – soap opera, 1 puntata (1976)
- Le strade di San Francisco (The Streets of San Francisco) – serie TV, episodio 5x03 (1976)
- Destini (Another World) – soap opera, 71 puntate (1977-1985)

## Doppiatori italiani
- Cesare Barbetti in Patton, generale d'acciaio